# Beschrijvende uitspraak
Een beschrijvende uitspraak (ook wel descriptieve uitspraak of positieve uitspraak) stelt vast hoe iets is, was of zal zijn. Deze uitspraak kan zowel juist als onjuist zijn, maar is – in ieder geval in theorie – te verifiëren ten opzichte van feiten. Dit type uitspraken zijn de enige soort uitspraken die voor het positivisme van betekenis zijn, aangezien alleen deze te verifiëren zijn.
Ayer onderscheidde daarnaast nog normatieve en emotieve uitspraken.